# Solandra brevicalyx
Solandra brevicalyx är en potatisväxtart som beskrevs av Standley. Solandra brevicalyx ingår i släktet Solandra och familjen potatisväxter. Inga underarter finns listade i Catalogue of Life.